# El Turco

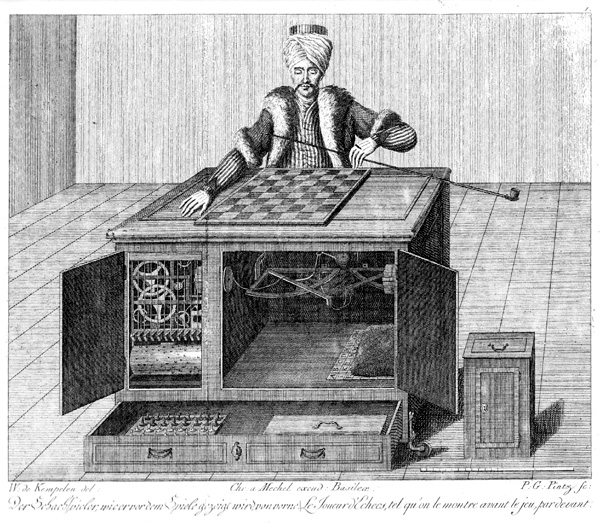
Grabado de El Turco (1783).

El Turco fue una famosa estructura que se pensaba que era un autómata que jugaba al ajedrez. Fue construido y revelado por Wolfgang von Kempelen (1734-1803) en 1769. Tenía la forma de una cabina de madera de 120 cm × 60 cm × 90 cm, con un maniquí vestido con túnica y turbante sentado sobre él. La cabina tenía puertas que una vez abiertas mostraban un mecanismo de relojería y cuando se hallaba activado era capaz de jugar una partida de ajedrez contra un jugador humano a un alto nivel. También podía realizar el problema del caballo con facilidad. Sin embargo, se cree que la cabina era una ilusión óptica bien planteada que permitía a un maestro del ajedrez de baja estatura esconderse en su interior y operar el maniquí, gracias a que los ojos del maniquí enviaban al maestro del ajedrez las posiciones de las piezas del tablero por medio de espejos. En teoría cualquiera de los dos maestros de ajedrez podría ganar, pero el maestro escondido debajo del Turco contaba con una pequeña ventaja al poder asustar a su oponente haciéndole creer que el Turco en realidad era autómata, lo cual ponía nervioso al retador, impidiéndole desempeñar sus conocimientos sobre el juego con totalidad, por lo que El Turco ganaba la mayoría de las partidas. Este planteamiento es una suposición ya que nunca fue revelada su verdadera naturaleza, además el espacio físico de la cabina era demasiado pequeño como para una persona de tamaño normal.
Posteriormente hubo intentos de reproducir a El Turco mediante autómatas, como «El Ajedrecista», aunque no tuvieron los mismos resultados.

## El comienzo
Kempelen exhibió por primera vez a El Turco en la corte de la emperatriz de Austria María Teresa en 1770, realizando posteriormente una gira por Europa durante varios años de la década de 1780. Durante esta época, El Turco fue exhibido en París, donde jugó una partida contra Benjamin Franklin, que este perdió. También jugó una partida contra Napoleón Bonaparte, quien en un momento hizo un movimiento ilegal, ante lo cual El Turco respondió tirando las piezas del ajedrez. Kempelen decidió que el autómata estaba ocupando buena parte de su tiempo y lo relegó a un rincón del palacio de Austria, centrándose en otros autómatas.
En 1789, Freiherr Joseph Friedrich zu Racknitz construyó un duplicado de El Turco y escribió un libro ―publicado en Dresde― donde especulaba sobre su funcionamiento. A pesar de que su explicación era correcta en algunos puntos, dicha explicación resultaba en un maniquí que solo podía ser operado por un enano o un niño, y las medidas del autómata de Racknitz no eran las mismas que las de Kempelen.

## El auge de El Turco
Después de la muerte de Kempelen en 1804, el autómata pasó por muchas manos, acabando en las de Johann Maezel (1772-1838). El secreto de su funcionamiento fue bien conservado, a pesar de que muchos pensaban que se trataba de un engaño. Aún quedaba suficiente misterio para permitir al Turco continuar sus giras.

### La partida contra Napoleón
En 1809, El Turco derrotó a Napoleón Bonaparte en Schönbrunn, durante la campaña de la batalla de Wagram (5 a 6 de julio de 1809).
Este es el registro de la partida contra Napoleón Bonaparte, que jugaba con blancas, en notación algebraica de ajedrez:
1. e4 e5
2. Df3 Cc6
3. Ac4 Cf6
4. Ce2 Ac5
5. a3 d6
6. O-O Ag4
7. Dd3 Ch5
8. h3 Axe2
9. Dxe2 Cf4
10. De1 Cd4
11. Ab3 Cxh3+
12. Rh2 Dh4
13. g3 Cf3+
14. Rg2 Cxe1+
15. Txe1 Dg4
16. d3 Axf2
17. Th1 Dxg3+
18. Rf1 Ad4
19. Re2 Dg2+
20. Rd1 Dxh1+
21. Rd2 Dg2+
22. Re1 Cg1
23. Cc3 Axc3+
24. bxc3 De2# 0–1

### Exhibición en otros países
Maezel llevó al autómata a jugar en Francia e Inglaterra, pero debido al monto de sus deudas viajó a Estados Unidos para exhibirlo. Mientras se hallaba en Inglaterra, en 1820, El Turco jugó una partida contra Charles Babbage (1781-1871), un pionero de la computación.
La gira en Estados Unidos fue un éxito y Maezel decidió llevarlo a Cuba, como primera parte de un tour por Hispanoamérica. Mientras se hallaba allí, su secretario y confidente, William Schlumberger, murió. Muchos informes indican que posiblemente fuese el hombre que, desde dentro, manejase al maniquí, ya que era un experto maestro de ajedrez. Fuese cierto o no, posteriormente el resto del grupo de Maezel le abandonó, obligándole a embarcar de nuevo a Estados Unidos. En el viaje se dedicó a beber a solas en su camarote, hasta que fue hallado muerto cerca del final de la travesía. Su cuerpo sin vida fue arrojado al mar.

## Los años finales
El Turco dejó entonces de actuar y su nuevo propietario lo vendió a John Mitchell, un doctor en medicina y cirugía que fundó un club con el expreso propósito de hacerse con el autómata. A cambio de un pago revelaría el secreto de El Turco a los miembros del club. A pesar de que logró cierto éxito en sus primeras actuaciones de exhibición, Mitchell carecía del don para el espectáculo de Maezel. El Turco fue donado al Museo Peale de Filadelfia. En 1854, 85 años después de su construcción, fue destruido en un incendio. El hijo de Mitchell, Silas Mitchell, publicó un libro que explicaba sus secretos. Al menos 15 jugadores de ajedrez habían operado al autómata a lo largo de su existencia. Esto resultó en numerosos libros y panfletos, ninguno de los cuales llegó a descubrir su secreto.

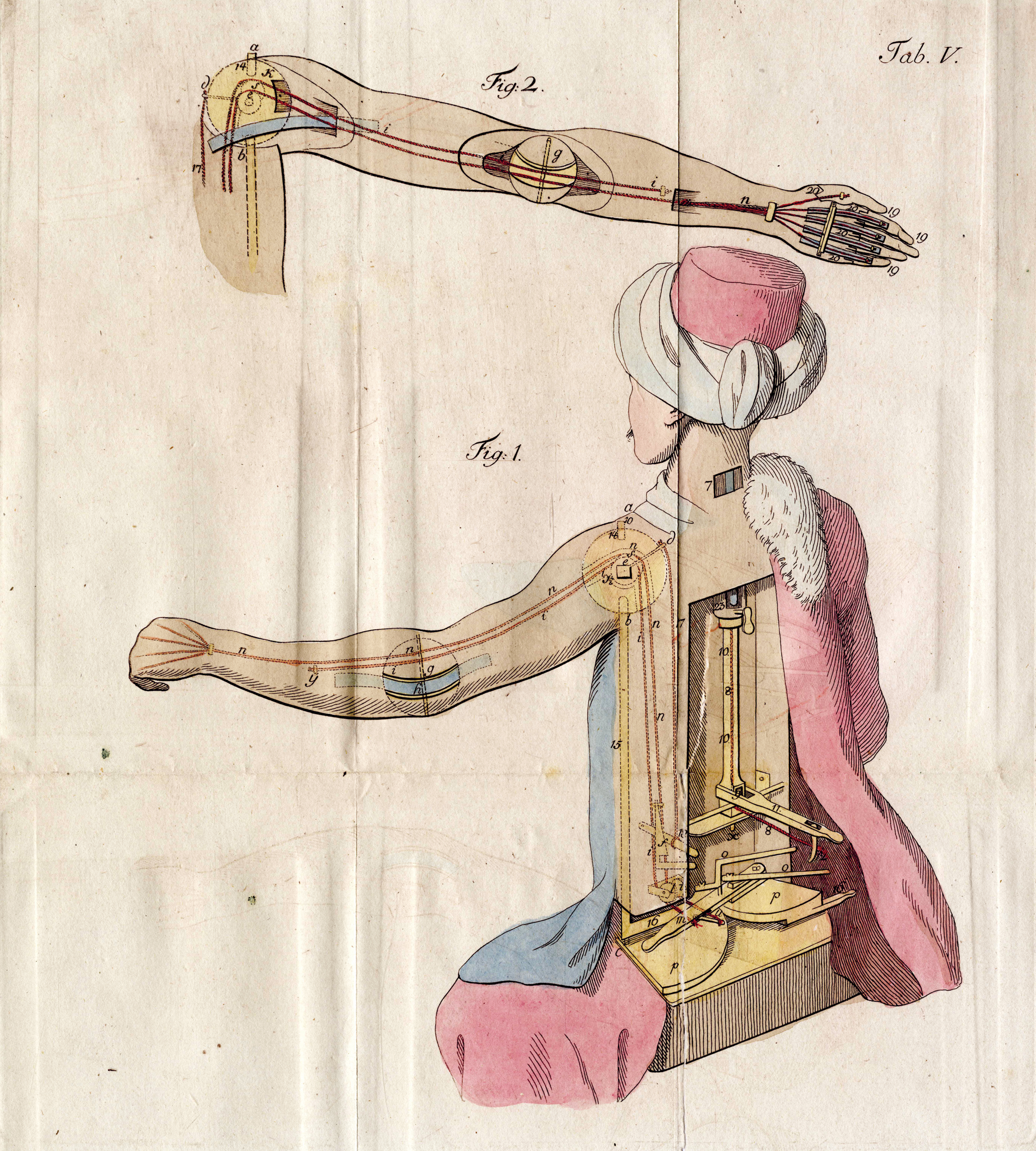
Mecanismo del autómata.

## El funcionamiento
El funcionamiento de El Turco se encontraba en la naturaleza plegable de los compartimentos dentro de su cabina y en el hecho de que los mecanismos y un cajón de la cabina no se extendían hasta la parte posterior, donde se encontraba un tablero de ajedrez secundario, que el operador usaba para seguir el juego. El fondo del tablero principal tenía un resorte bajo cada escaque y cada pieza contenía un imán. Este intrincado sistema permitía al operador saber qué pieza había sido movida y dónde. El operador hacía su movimiento mediante un mecanismo que podía encajarse en el tablero secundario, indicando al maniquí dónde mover.
Existen muchas leyendas respecto al autómata. Kempelen jamás fue un barón. El maniquí jamás fue operado por un veterano de guerra que hubiese perdido las piernas, ya que podía acomodar a un hombre completamente y jamás jugó contra Federico el Grande.